# Sententia
Le sententiae, nominativo plurale della parola latina sententia, sono brevi detti morali, come proverbi, adagi, aforismi, massime o apoftegmi tratti da fonti antiche o popolari o di altro tipo, spesso citati senza contestualizzazione.
La sententia, al nominativo singolare, detta anche "sentenza", è un tipo di prova retorica. Mediante l'invocazione di un proverbio, di una citazione o di una frase spiritosa durante una presentazione o una conversazione, si può ottenere l'assenso di chi ascolta, che sentirà una sorta di verità non logica, ma comunque condivisa, in ciò che si sta dicendo. Un esempio è la frase "l'età è migliore con il vino", che si rifà all'adagio "il vino è migliore con l'età". Lo stesso detto è presente in Luca 5,39.

## Storia
L'uso delle sententiae fu spiegato da Aristotele (quando parla della gnomê o massima sentenziosa, come una forma di enthymeme), da Quintiliano  e da altre autorità classiche.
Il "primo libro romano di carattere letterario" furono le Sententiae di Appio Claudio, composte sul modello greco. Publilio Siro redasse un racconto che consisteva in una serie di proverbi scritti in latino. Le prime sentenze furono adottate dalla retorica antica, ad esempio da Tacito, Seneca e Giovenale.
Un genere letterario simile ricorre nel 1150 nei Libri Quattuor Sententiarum ("I quattro libri di sentenze") di Pietro Lombardo, un libro che fu ampiamente commentato durante il Medioevo, in particolare da san Tommaso d'Aquino e san Bonaventura.
Per ebrei e arabi, il proverbio è "l'epitome dell'insegnamento morale e della saggezza", che "si ottiene in parte con l'astrazione e in parte con il pensiero libero".
Gli scrittori inglesi della prima età moderna, fortemente influenzati da varie pratiche educative umanistiche -come la raccolta di luoghi comuni- erano particolarmente attratti dalle sententiae. La tecnica è esemplificata dal famoso discorso di Polonio a Laerte nell'Amleto. A volte, nel teatro elisabettiano e giacobiano, le frasi sentenziose appaiono alla fine delle scene, in forma di distici a rima baciata (ad esempio, ne La duchessa di Amalfi di John Webster). In alcuni testi teatrali della prima età moderna e in altri scritti, le sententiae sono stati spesso segnalati da note a margine o segni speciali.
Friedrich Schiller utilizzò l'espediente stilistico dell'aforisma (in senso antico), soprattutto nel Classicismo di Weimar.
Oltre ai modi di dire, il proverbio svolge un ruolo importante nella cultura linguistica cinese, dove la conoscenza e l'uso di proverbi millenari, come quelli dei Cinque Classici, sono sinonimo di un alto livello di istruzione.